# Yi Bangja

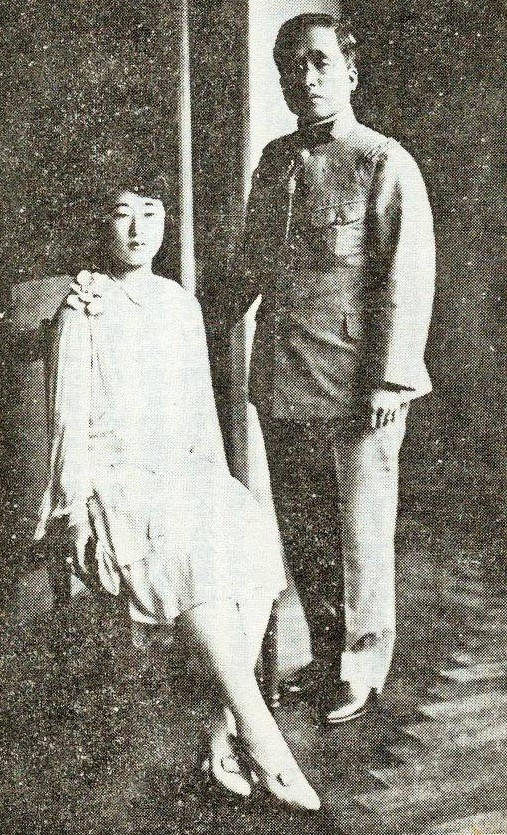
Photo de mariage

Yi Bangja, en japonais Masako Li (李 方子, Li Masako), née le 4 novembre 1901 et morte le 30 avril 1989, est l'épouse du prince héritier Euimin de Corée. Elle et son mari auraient été empereur et impératrice de l'empire coréen si la Corée n'avait pas été annexée à l'empire du Japon en 1910.

## Naissance
Née princesse Masako Nashimoto (梨本 方子, Nashimoto Masako), elle est la fille ainée du prince aristocrate japonais Nashimoto Morimasa, septième fils du prince Kuni Asahiko et de son épouse, la princesse Itsuko, une fille du marquis Naohiro Nabeshima. Elle est cousine germaine de l'impératrice Kōjun du Japon, l'épouse de l'empereur Shōwa et mère de l'empereur Akihito et de la princesse Yoshiko, l'épouse du prince Yi Geon (en). Du côté de sa mère elle est aussi cousine germaine de la princesse Setsuko Matsudaira, épouse du prince Yasuhito Chichibu, frère cadet de l'empereur Hirohito.

## Mariage
La princesse Masako est un des principales candidates pour épouser le prince héritier du Japon, le futur empereur Hirohito. Parmi les autres candidates figurent la princesse Kuni Nagako (future impératrice Kōjun) et Tokiko Ichijō, une pairesse. La possibilité d'infertilité et la faible influence politique de sa famille sont parmi les raisons pour lesquelles elle est retirée de la liste des candidates. Cependant, la princesse Masako est choisie à la place pour épouser le prince héritier Euimin de Corée, retenu par le gouvernement japonais au prétexte d'études à l'étranger en 1916. Le mariage a lieu le 28 avril 1920 au palais du roi de Corée à Tokyo. La princesse Masako est encore étudiante à l'école des filles de pairs de la Gakushūin à l'époque et son nouveau titre devient Son Altesse Royale Bangja, princesse héritière Euimin. Malgré un diagnostic de fertilité défavorable avant son mariage, elle donne cependant naissance à un fils, le prince Jin, le 18 août 1921 mais celui-ci meurt dans des circonstances suspectes lors de sa visite en Corée avec son mari le 11 mai 1922.
Le 24 avril 1926, la princesse héritière Bangja reçoit le titre formel de sa majesté Reine Lee lorsque l'empereur Sunjong, frère ainé du prince héritier Euimin, meurt. Selon les termes du traité d'annexion de la Corée, le titre royal coréen est rétrogradé d'« Empereur » à « Roi » et le prince héritier Euimin n'est jamais officiellement couronné ; par conséquent la princesse Masako continue à porter le titre de « Bangja, Princesse Euimin ». Le 29 décembre 1931, elle donne naissance à un second fils, le prince Gu.

## Dernière princesse héritière de Corée
Après la fin de la Seconde Guerre mondiale, tous les anciens titres royaux et nobiliaires sont abolis par les autorités américaines d'occupation. La crainte de Syngman Rhee, président de la République de Corée, vis-à-vis de la popularité du prince héritier Euimin empêche le retour de la famille et ils vivent dans le dénuement comme résidents coréens au Japon. En novembre 1963, la princesse héritière Bangja et sa famille reviennent en Corée à l'invitation du président Park Chung-hee et sont autorisés à résider au palais de Changdeok au centre de Séoul. Cependant, à cette époque, le prince héritier Euimin est déjà inconscient à la suite d'une thrombose cérébrale et est transporté à l'hôpital Sungmo de Séoul où il  reste cloué au lit pour le reste de sa vie.
Par la suite, la princesse Bangja se consacre à l'éducation des handicapés mentaux et physiques. Elle devient successivement présidente de divers comités, dont le « Comité de commémoration du prince héritier Euimin » et le Myeonghwi-won, un asile pour les personnes ou les patients sourds-muets souffrant de paralysie infantile et elle fonde l'école Jahye et l'école Myeonghye qui aident les personnes handicapées à s'adapter socialement. Elle est adorée comme la « mère des handicapés en Corée » et malgré les sentiments anti-japonais en Corée persistants, elle est une Japonaise très respectée en Corée,.
Quelques membres de la famille Nashimoto (en), ses proches, lui rendent visite à Séoul en octobre 2008 pour lui rendre hommage. Les Nashimoto continuent de soutenir ses fondations caritatives pour aider les personnes handicapées de Corée même après la mort de la princesse en 1989.

## Décès
La princesse héritière Bangja meurt d'un cancer le 30 avril 1989 à l'âge de 87 ans au Nakseon Hall du palais de Changdeok. Son enterrement est organisé sous forme de semi-obsèques nationales en présence du prince Takahito Mikasa et de la princesse Yuriko Mikasa du Japon et elle est enterrée auprès de son mari, le prince héritier Euimin, au Hongyureung de Namyangju près de Séoul.
Son autobiographie, Le Monde est Un. Autobiographie de la princesse Yi Pangja, est à présent épuisée.

## Enfants
1. Prince Yi Jin 18 août 1921 - 11 mai 1922. Il est empoisonné durant une visite en Corée avec ses parents. Ses obsèques ont lieu le 17 mai 1922 et il est enterré en Corée.
2. Prince  Yi Gu  29 décembre 1931 - 16 juillet 2005. Le prince Gu devient le 29e chef de la maison impériale coréenne à la mort de son père.

## Titulature
- 1901-1920 : Son Altesse royale la princesse Masako de Nashimoto (naissance) ;
- 1920-1989 : Son Altesse impériale Banja, princesse héritière Uimin de Corée ;
- 1926-1945 : Sa Majesté la reine Lee.

## Source de la traduction
- (en) Cet article est partiellement ou en totalité issu de l’article de Wikipédia en anglais intitulé « Yi Bangja » (voir la liste des auteurs).